# Person County Indijanci
Sappony (Person County Indijanci, High plains Indijanci), naziv kojim sami sebe nazivaju Indijanci iz okruga Person iz Sjeverne Karoline, koji sebe smatraju potomcima povijesnih Saponi Indijanaca, plemena porodice Siouan iz graničnog područja Virginije i Sjeverne Karoline.
Prema lokalitetu na kojem su dugo živjeli, na brežuljcima i visokim ravnicama sjeveroistočno od Roxboroa, nazivani su i High Plains Indijanci. U High Plainsu otvorena je 1888. i prva škola za Sapone u okrugu Person. Kasnije se 1903. osnivaju još dvije škole koje su zatvorene 1962. otkada njihovi studenti odlaze u škole Bethel Hill i Allensville. 
Godine 2003. ime Person County Indians promijenili su u Sappony.